# Новый Свет (Крым)
Но́вый Свет (укр. Новий Світ, крымскотат. Novıy Svet, Новый Свет) — посёлок на юго-востоке Крымского полуострова, на берегу черноморской бухты Судак-Лиман (также называемой  Зелёной бухтой). Согласно административно-территориальному делению Украины входит в Судакский горсовет АР Крым). Согласно административно-территориальному делению России входит в городской округ Судак  Республики Крым.

## Общая информация
Впервые имение Новый Свет упоминается в «Путеводителе путешественника по Крыму, украшенный картами, планами, видами и виньетами…» 1833 года Шарля Монтандона, как принадлежащее князю Керкеулидзеву
который обустроил в этом безлюдном и совершенно романтическом месте несколько семейств, занятых возделыванием земли под виноградник.
Князь Лев Сергеевич Голицын, один из основоположников российского виноделия, в конце XIX века основал здесь, в своём имении, завод по производству шампанских вин. Сначала посёлок назывался Парадиз (рай), но после того, как в 1912 году имение князя Голицына посетил Николай II, Парадиз был переименован[как?][кем?][причинно-следственная связь?][уточнить] в Новый Свет. По Статистическому справочнику Таврической губернии. Ч.II-я. Статистический очерк, выпуск пятый Феодосийский уезд, 1915 год, в имении Новый Свет (князя Голицына) Таракташской волости Феодосийского уезда числился 1 двор без населения.
Статус посёлка городского типа был получен в 1978 году.
В Новом Свете сохранились два дворца Льва Голицына, в одном из которых ныне находится дом-музей князя Л. С. Голицына, а другой примечателен своей мавританской архитектурой (изображён на гербе посёлка). Продолжает успешно действовать завод шампанских вин.
Окрестности посёлка имеют статус ботанического заказника благодаря реликтовым рощам древовидного можжевельника и эндемичной для этих мест сосны Станкевича, а также живописным бухтам с гротами.

## Топографические карты
- Лист карты L-36-118 Судак. Масштаб: 1 : 100 000. Состояние местности на 1974 год. Издание 1976 г.

## Динамика численности населения
| 1979  | 1989  | 2001  | 2009  | 2010  | 2011  | 2012  |
| ----- | ----- | ----- | ----- | ----- | ----- | ----- |
| 730   | ↗1268 | ↘1056 | ↗1097 | ↗1099 | ↘1095 | ↗1104 |
| 2013  | 2014  |       |       |       |       |       |
| ↘1100 | ↗1248 |       |       |       |       |       |

## Новый Свет в кино
В окрестностях Нового Света снимались эпизоды для многих фильмов, таких как «Пираты XX века», «Три плюс два», «Спортлото-82», «Молчание доктора Ивенса», «Остров сокровищ», «Анна Каренина. История Вронского», «Одиночное плавание», «У меня есть лев».

## Галерея

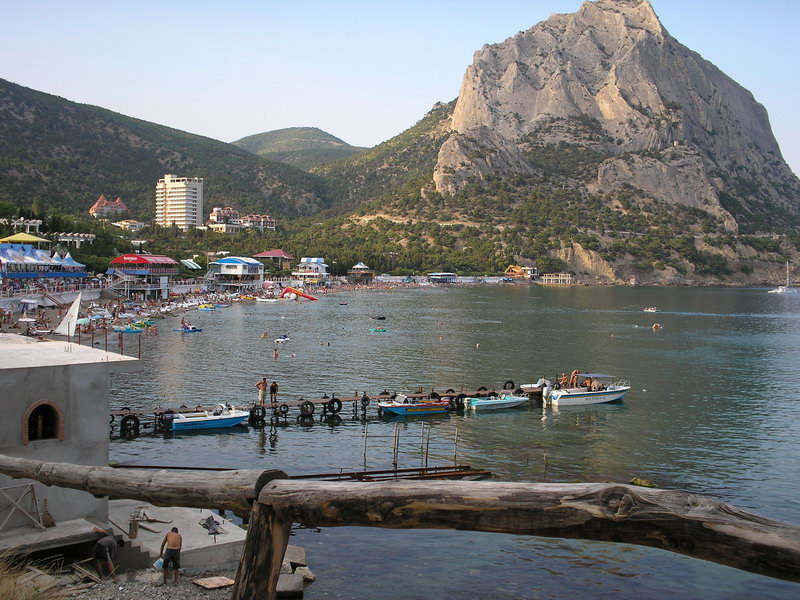
Зелёная бухта
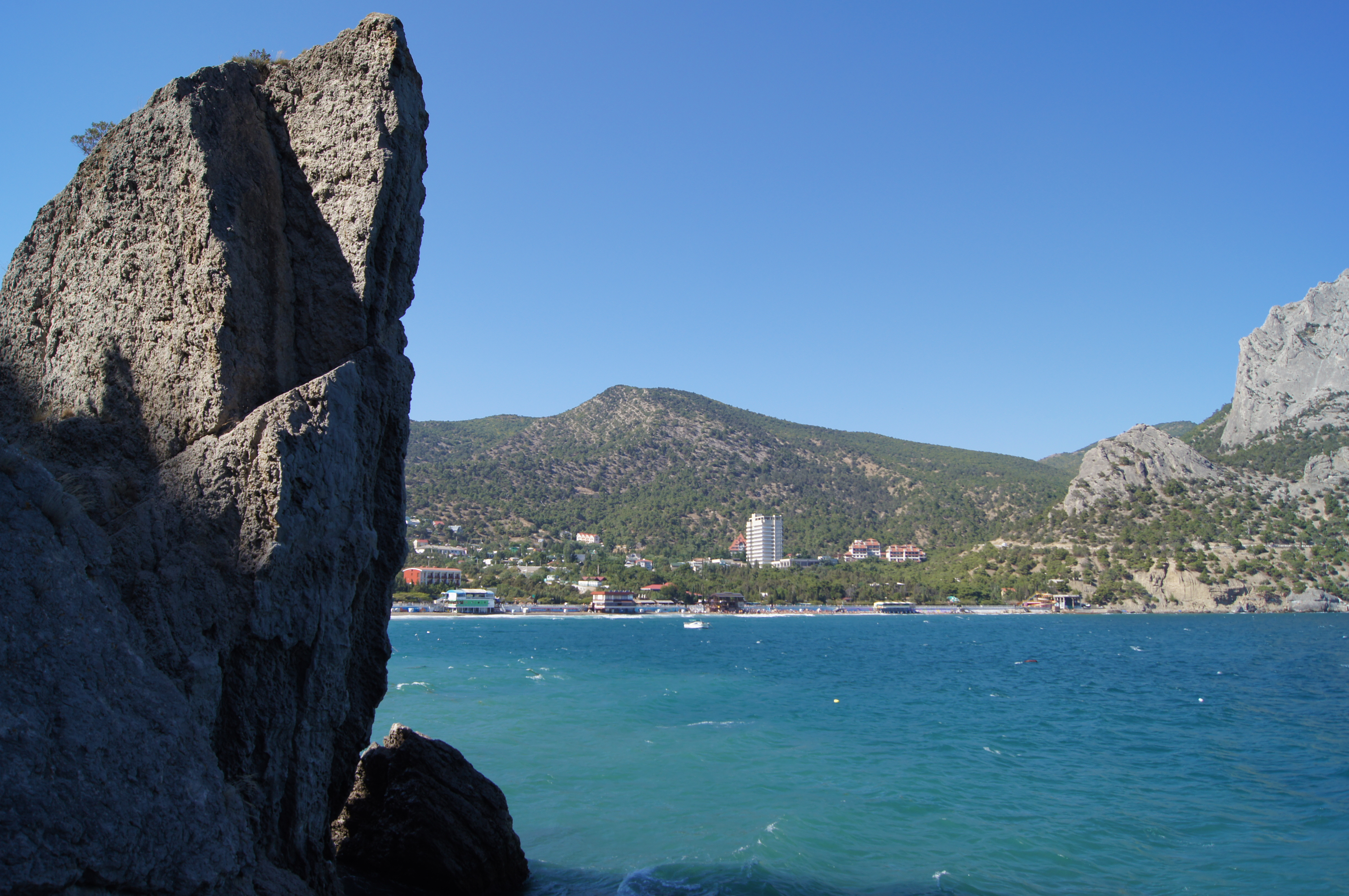
Бухта
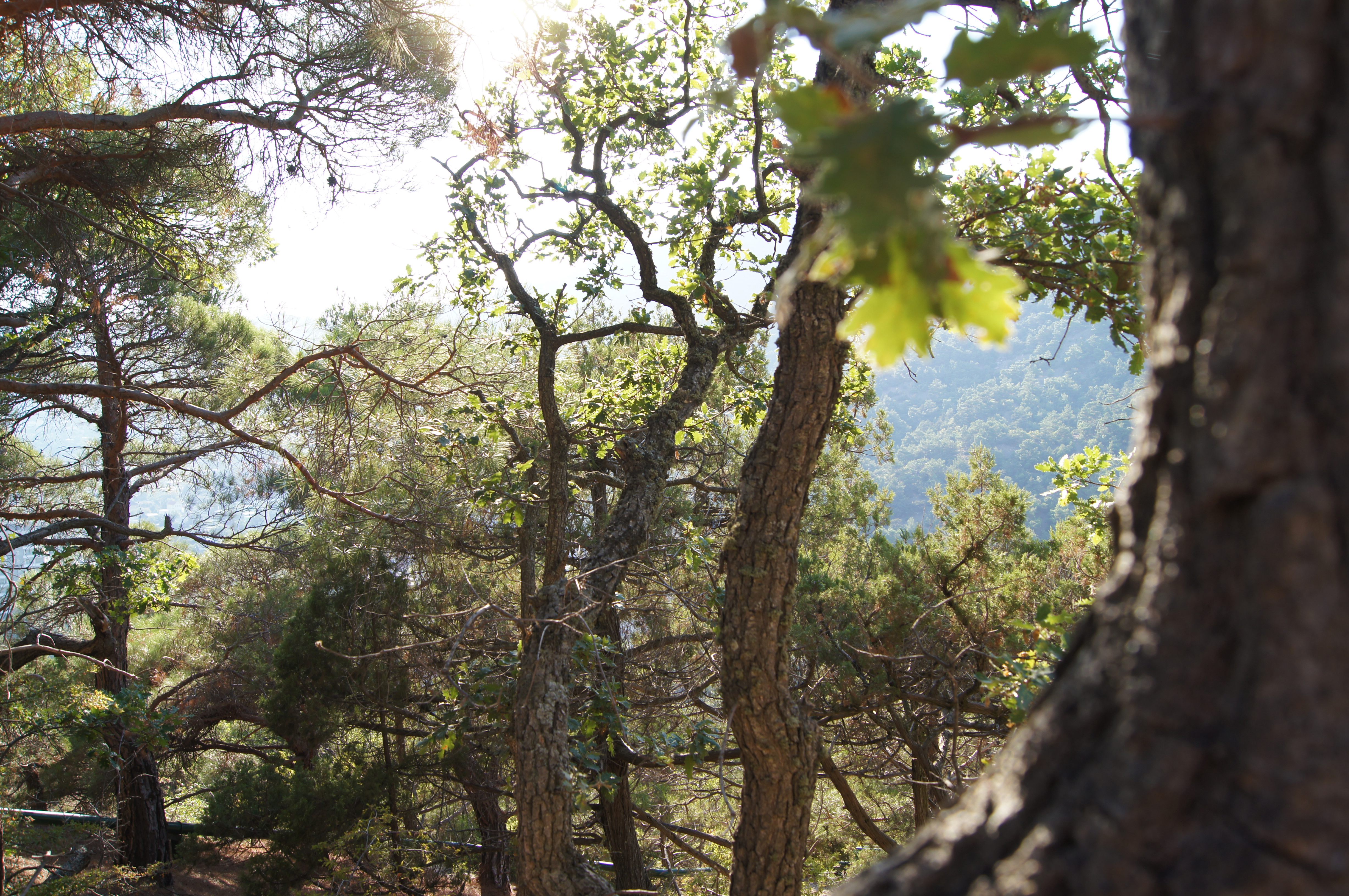
Заповедный лес
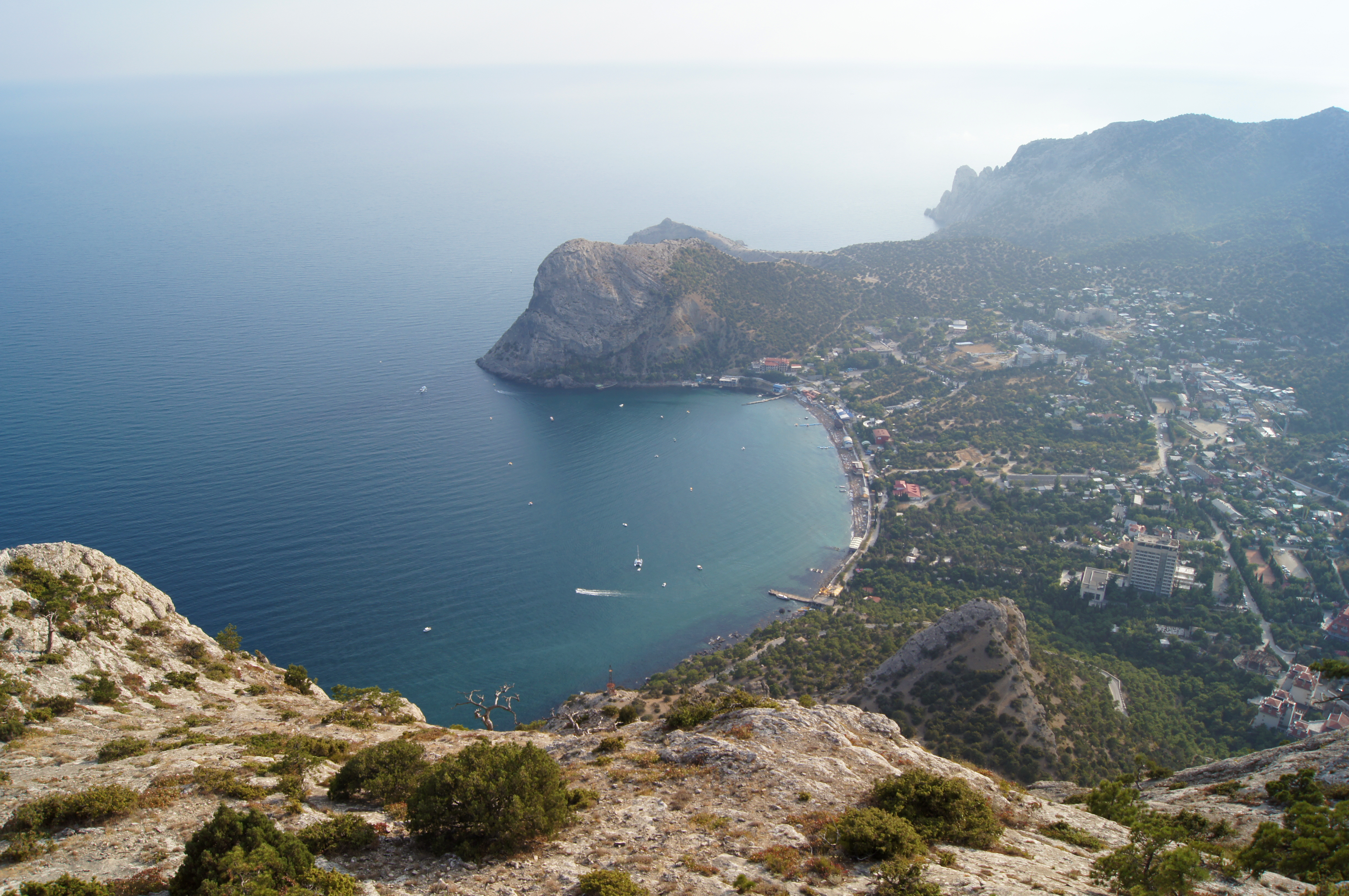
Панорамный вид на бухту с горы Сокол
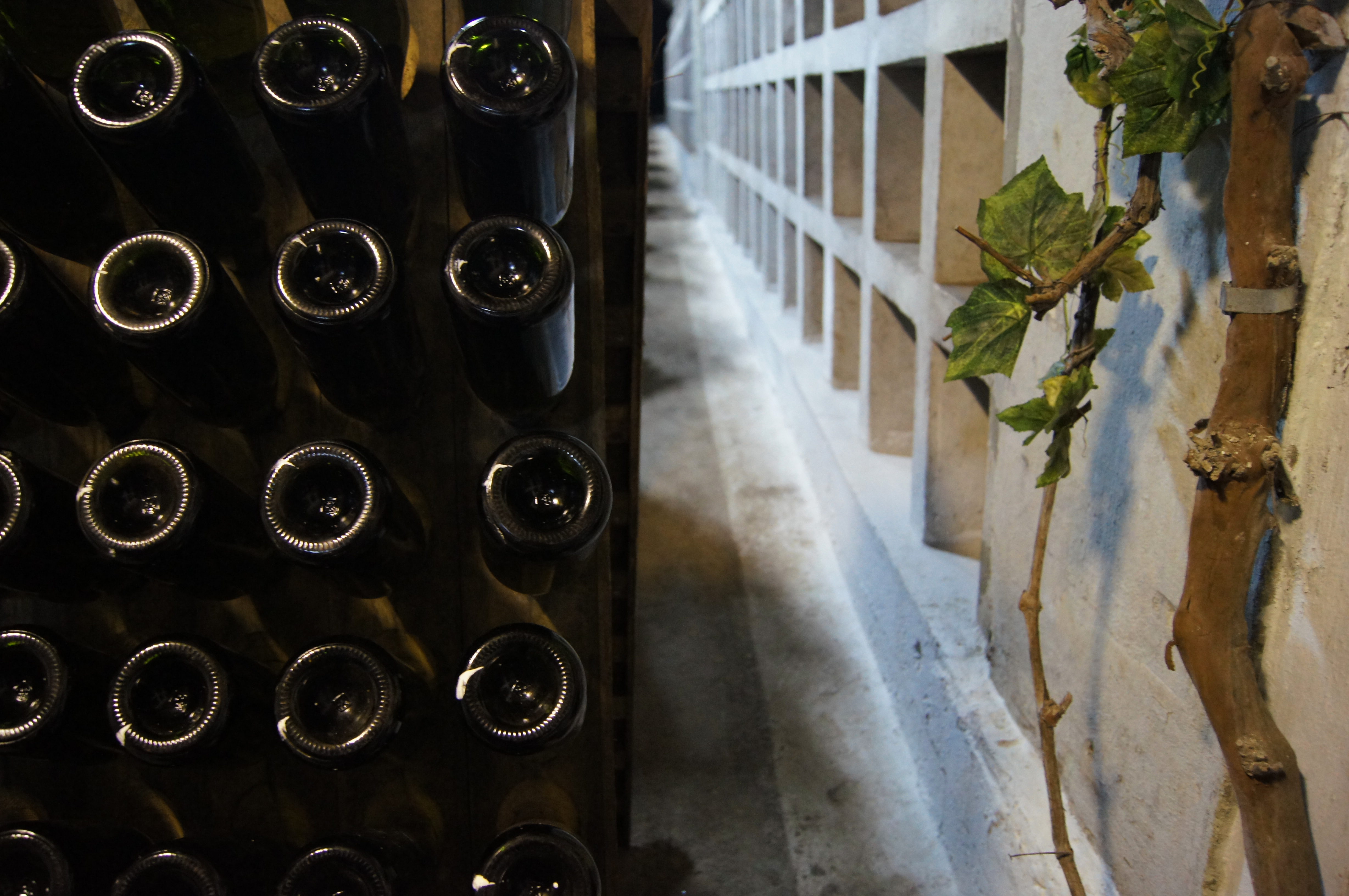
Винодельня
Горловина пифоса, поднятого в 1965 году со дна Зелёной бухты